# محاولة انقلاب 2022 في غامبيا

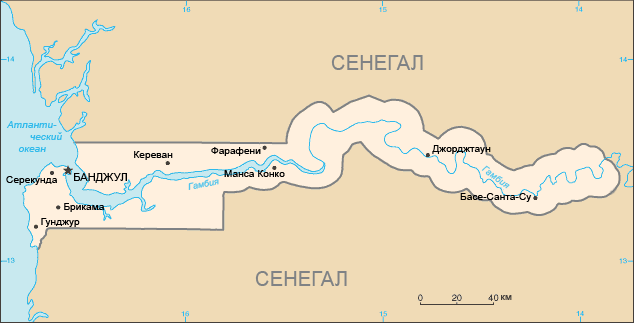
خريطة غامبيا

 محاولة انقلاب 2022 في غامبيا في 20 ديسمبر 2022 ورد أن جنودًا من القوات المسلحة الغامبية حاولوا الإطاحة بحكومة الرئيس آداما بارو في غامبيا. تم اعتقال أربعة جنود للاشتباه في تورطهم. نفى الجيش الغامبي وقوع أي محاولة انقلاب من هذا القبيل. وتلاحق السلطات الغامبية ثلاثة انقلابيين مزعومين آخرين.